# Mniobia obtusicalcar
Mniobia obtusicalcar är en hjuldjursart som beskrevs av De Koning 1947. Mniobia obtusicalcar ingår i släktet Mniobia och familjen Philodinidae. Inga underarter finns listade i Catalogue of Life.